# Заражённые (Left 4 Dead)
Статья представляет собой список всех видов заражённых людей во вселенной компьютерных игр Left 4 Dead и Left 4 Dead 2.

## Обычные заражённые

Толпа заражённых в лесу, первая карта кампании «Кровавая жатва» в Left 4 Dead

Инфицированные люди, подвергшиеся мутациям под действием искусственно выведенного вируса (называемого также «вирусом зелёного гриппа»), непосредственно в игре управляются искусственным интеллектом. Концепция заражённых была вдохновлена рядом современных фильмов схожей тематики, таких как фильмы «Обитель зла 2» и «28 дней спустя». Это не восставшие из могилы мертвецы — «канонические» зомби, а обычные люди, подвергшиеся заражению вирусом, подобным бешенству. У небольшой части человечества, в том числе и у главных героев, к нему естественный иммунитет, поэтому они не подвергаются заражению. Хотя в комиксе к игре один из учёных высказывает гипотезу, что выжившие вовсе не иммунны, у них просто не проявляются симптомы вируса, несмотря на то, что они являются переносчиками. Судя по листовкам и надписям, встречающимся в игре, вирус передавался через кровь — через укусы и порезы, хотя власти, по-видимому, предполагали и воздушно-капельный путь заражения. Дизайнер игры Майкл Бут так изложил свои представления об этой концепции: «Не будьте уверены, что эти зомби будут такими же медлительными, как и в старых фильмах. Завидев вас, они, вереща, будут преодолевать машины, ограды, лезть по стене. Они сделают всё, чтобы добраться до вас».

Даже если наши инфицированные «боссы» очевидным образом выталкивали нас из рамок достоверности, центральная идея сводящего с ума и разрушающего цивилизованность патогена устрашала меня гораздо сильнее, чем идея колдовским образом оживлённых тел — главным образом потому, что она правдоподобна. Бешенство — прекрасный пример патогена, способного обратить верного, дружелюбного, оберегающего хозяев домашнего питомца в истекающую слюной машину убийства. Это вирус, перепрограммирующий поведение высокоразвитого животного — млекопитающего, между прочим. Что, если нечто подобное случится с людьми? Left 4 Dead — это один из возможных ответов.
Оригинальный текст (англ.)Even though we obviously pushed well beyond the realm of believability with many of our "boss" infected, the core idea of a mind-destroying, civilization-collapsing pathogen is more horrifying to me than magically animated corpses, precisely because it is plausible. Rabies is a good example of a pathogen that can turn a loyal, friendly, protective family pet into a slavering attack machine. It's a virus that reprograms the behaviors of a complex animal – a mammal, in fact. What if something similar happened to humans? Left 4 Dead is one possible answer.

По силе и устойчивости к повреждениям эти заражённые примерно соответствуют обычным людям. Если их не тревожить, то они просто сидят или стоят на месте, дерутся друг с другом, либо шатаются по улицам. Но если их привлечёт свет подствольного фонарика или громкий звук — сигнализация машины, выстрелы или феромоны слизи толстяка, то игроков ждёт целая толпа, которая иногда разрастается до орды. Эти заражённые довольно быстро бегают и умеют перебираться через препятствия. При атаке сбивают прицел и затрудняют движение. Любят нападать со спины, хотя при этом наносят в два раза меньше урона, чем спереди.

### Необычные заражённые

Необычные заражённые из Left 4 Dead 2. Слева направо: агент АЧС, клоун, грязевик, рабочий, спецназовец, Джимми Гиббс-младший, павший выживший

В игре Left 4 Dead 2 в каждой из кампаний встречаются уникальные заражённые, обладающие необычными умениями. Список заражённых:
- Агенты АЧС (англ. CEDA Agents) — заражённые в костюмах химзащиты, защищающих их от огня. Некоторые из них носят с собой на поясе банки с образцами слизи толстяка, которые можно подобрать с их тел. Встречаются в кампаниях «Вымерший центр», «Жертва» и «Нет милосердию».
- Клоуны (Clowns) — заражённые, привлекающие внимание обычных заражённых своими пищащими туфлями и ведущие их за собой. Встречаются в кампании «Мрачный карнавал».
- Грязевики (Mud Men) — заражённые, живущие возле болот. При удачной атаке заляпывают лицо выжившего грязью, что выражается в том, что экран игрока также «загрязняется». Перемещаются на четвереньках. Отличаются повышенным здоровьем. Встречаются в кампаниях «Болотная лихорадка» и «Холодный ручей».
- Рабочие (Workers) — бывшие рабочие на стройке. Носят защитную каску и наушники, из-за которых не слышат тиканье бомбы и не реагируют на испарения слизи толстяка. Встречаются в кампаниях «Ужасный ливень», «Жертва», «Нет милосердию» и «Смерть в воздухе».
- Спецназовцы (Riot Infected) — заражённые, которые одеты в бронежилеты и защитные шлемы, защищающие их от урона спереди, но оставляющие уязвимой спину. Некоторые носят с собой резиновые дубинки, которые можно забрать с их тела. Получают повышенный урон от ударов сковородкой. Встречаются в кампаниях «Приход» и «Холодный ручей».
- Джимми Гиббс-младший (Jimmy Gibbs Junior) — до эпидемии лучший гонщик на серийных автомобилях, по мнению Эллиса. Как и большинство людей, он подвергся заражению, и теперь с пятипроцентной вероятностью[4] его можно встретить на карте «Атриум» возле постамента с машиной[5]. Этот заражённый очень опасен, у него 1 000 единиц здоровья, он невосприимчив к огню, не реагирует на звук гранат и испарения слизи толстяка, при атаке он заляпывает экран игрока маслом, как грязевики. Несмотря на свой запас здоровья, этот заражённый умирает от одного удара оружием ближнего боя или одного выстрела винтовки.
- Павшие выжившие (Fallen Survivors) — заражённые, экипированные в военную амуницию. Они таскают с собой различные предметы, которые могут пригодиться ещё не павшим выжившим (аптечку, коктейль Молотова, гранату или обезболивающее). Когда павший выживший подвергается атаке, он начинает убегать. У этого заражённого 1 000 единиц здоровья, он не реагирует на звук гранаты и испарения слизи толстяка. Несмотря на огромный запас здоровья, этот заражённый умирает от одного удара оружием ближнего боя. Также его можно убить одним выстрелом из M60 либо воспользоваться разрывными патронами. Павшего выжившего можно убить метким выстрелом в голову. Эти заражённые встречаются в кампании «Переход»: обычно по одному на карту.

## Особые заражённые

Особые заражённые в Left 4 Dead 2, слева направо: громила, охотник, плевальщица, жокей, танк, ведьма, толстяк, курильщик

### Особые заражённые вLeft 4 Dead
- Охотники (англ. Hunters) — ловкие и быстрые заражённые, способные далеко прыгать из положения сидя и в полёте отталкиваться от стен. Атакуют, налетая на выжившего и сбивая его с ног, после чего начинают наносить ему серьёзные травмы своими когтями. При удачном прыжке с большой высоты на выжившего в соревновательных режимах наносят дополнительный урон (до 25 единиц). Присутствие охотников легко обнаружить по рычанию и пронзительным воплям, которые они издают при подготовке к прыжку из положения сидя, и громкому крику в момент прыжка. Бегают охотники совершенно бесшумно. Единственная возможность спастись для выжившего — это помощь товарищей (которые убьют охотника или оттолкнут его прикладом). Также охотника можно успеть ударить прикладом во время прыжка, тем самым дезориентировав его на пару секунд. Здоровье — 250 единиц. Время перезарядки способности охотника: 1 секунда — при подготовке к прыжку, 0,1 секунды — между прыжками[6]. Во второй части выжившие иногда называют охотника прыгуном (Jumper)[7].
- Курильщики (Smokers) — особые заражённые с 30-40-метровым языком, которым они могут притягивать выживших, сбивая их с ног, и душить их. Выжившие могут отстреливать языки, чтобы защитить друг друга, однако если не убить курильщика вовремя, его язык быстро отрастёт заново, причём скорость регенерации зависит от успешности предшествующей атаки курильщика. Если атака языком была направлена в никуда, регенерация происходит значительно быстрее. Выживший, которого хватает курильщик, в некоторых случаях во время атаки может освободиться самостоятельно: он может успеть ударить курильщика прикладом и тем самым сбить атаку, либо он может отсечь язык режущим оружием ближнего боя (топором, катаной, мачете или бензопилой) в момент, когда заражённый атакует, либо попытаться застрелить курильщика самостоятельно, так как в первые секунды опутывания языком игрок всё ещё способен стрелять. Когда курильщик погибает, его тело испускает дым, который затуманивает зрение выживших, дезориентируя их, в результате чего они не могут нормально видеть врагов. Если выжившего, находящегося в дыму курильщика, атакуют рядовые заражённые, то игрок-курильщик получает очки так же, как и толстяк. Курильщиков выдаёт их высокий рост, превышающий рост простых заражённых, а также облака жёлто-зелёных спор, которые всё время крутятся вокруг них. Курильщики издают кашляющие и хрипящие звуки. В отличие от первой части, во второй у курильщика язык обрывается сам, если ему удаётся подвесить выжившего над пропастью. Здоровье курильщика — 250 единиц. Время перезарядки способности курильщика: 3 секунды — после промаха, 15 секунд — после попадания[8]. При игре в соревновательных режимах язык курильщика наносит урон, пока притягивает жертву, в то время как в кооперативных урон наносится только удушением.
- Толстяки (Boomers) — огромные, толстые, покрытые нарывами заражённые, наполненные неизвестной субстанцией. Издают громкие булькающие звуки. Могут извергать блевоту на небольшое расстояние. Когда его блевота попадает на выжившего, она действует как феромон на обычных заражённых и заставляет их сфокусировать атаку на запачканном игроке, а сам игрок к тому же перестаёт чётко видеть происходящее. Игрок-толстяк получает очки за все атаки обычных заражённых по этому игроку. Рвота толстяка также лишает игроков возможности видеть силуэты своих товарищей, в том числе и атакованных особыми заражёнными. Кроме того, если его убить, он лопается и разбрызгивает свою субстанцию на оказавшихся поблизости людей, сбивая охотников, курильщиков, жокеев и громил с жертв, дезориентируя танков, ломая двери и разбрасывая в стороны небольшие подвижные предметы (например, канистры и баллоны). Также при взрыве толстяк может активировать сигнализацию на близстоящей машине. Толстяк — самый медлительный из всех заражённых. В Left 4 Dead 2 есть разновидность толстяка женского пола, которую легко опознать по характерному пищащему звуку. Здоровье — 50 единиц. Время перезарядки способности толстяка — 30 секунд[9].
- Танки (Tanks) — огромные мускулистые заражённые, обладающие сокрушительной мощью. Способны проламывать бетонные стены, швырять автомобили, мусорные контейнеры и прочие объекты окружения. Танк ставится на уровень Режиссёром, и обычно танк не действует до тех пор, пока не заметит выживших. Затаившийся танк издаёт хрипящие и негромкие рычащие звуки; после пробуждения — громкий рык и рёв, кроме того, после пробуждения танка начинает играть характерная музыка. Приближение танка также выдаёт тряска предметов и земли, как при небольшом землетрясении. Здоровье танка в кооперативных режимах зависит от уровня сложности: лёгкий — 3 000 единиц, нормальный — 4 000, мастер и эксперт — 8 000[10]. В соревновательных режимах у танка — 6 000 единиц здоровья. Игроки не могут сами выбрать танка; он случайно даётся одному из игроков-заражённых (обычно тому, у кого больше очков). Когда игрок становится танком, появляется индикатор контроля, который убывает, если игрок не видит выживших (контроль не отнимается, если выжившие находятся в убежище). Когда игрок бьёт выжившего, контроль восполняется. Как только игрок за танка теряет контроль — управление им переходит другому игроку. Если и этот игрок потеряет контроль, то управление танком передаётся боту. Танк под управлением бота обладает способностью перелезать через любые препятствия, а не только по особым лестницам для заражённых. Если танка подожгли, то он начинает быстро терять здоровье. При этом индикатор контроля у игрока исчезает, и он управляет танком до тех пор, пока тот не умрёт. Горящий танк также может потушиться в воде — тогда индикатор контроля восстановится для игрока, им управляющего. На экспертном уровне сложности горящий танк бегает заметно быстрее, чем негорящий. В Left 4 Dead 2, в отличие от первой части, кожа танка имеет бледно-розовый оттенок по сравнению с танком из первой части. Время перезарядки способностей танка: удар лапой — 1,5 секунды, бросок камня — 5 секунд[10].
- Ведьмы (Witches) — одни из самых опасных заражённых. Они сидят на одном месте и завывают, никого не трогая. Но если ведьму потревожить (долго стоять рядом, светить на неё фонариком или в неё выстрелить), то она погонится за побеспокоившим её выжившим, собьёт его с ног и начнёт кромсать своими когтями. Её плач и всхлипывания можно услышать издалека. В совместных режимах на экспертном уровне сложности и в режиме реализма на любом уровне сложности, кроме лёгкого, ведьма убивает выжившего с одного удара. Здоровье ведьмы — 1 000 единиц, уровень сложности влияет только на величину поглощаемого урона при стрельбе во все части тела, кроме головы. Все типы дробовиков при стрельбе в упор наносят ведьме дополнительный урон (не работает в режиме реализма), благодаря чему её можно убить с одного выстрела в упор на любом уровне сложности. При попадании в голову из охотничьей или штурмовой винтовки ведьма будет оглушена на три секунды, если не была никем потревожена; если поджечь Ведьму, то бежать она будет несколько медленнее, а на пути к обидчику её будет заносить в дверные косяки и препятствия, давая время сбежать или убить её; однако если поджечь ведьму так, чтобы она не видела агрессора (расстрелять канистру сквозь стену или бросить Молотов и тут же отбежать за угол), то она запаникует и будет бесцельно бегать по округе, пока не сгорит. В Left 4 Dead 2 можно встретить блуждающих ведьм: в отличие от ведьм из первой части, они не сидят на месте, а бродят по небольшому участку территории, если действие уровня происходит не в ночное время[11]. Сценарист игры Чет Фалисек в одном из интервью[12] сказал, что ведьмы очень любят запах сахара, поэтому их так много гуляет в районе сахарного завода.

### Особые заражённые вLeft 4 Dead 2
Помимо заражённых из первой части, в Left 4 Dead 2 присутствуют новые виды особых заражённых:
- Громилы (англ. Chargers) — большие заражённые с гипертрофированными правыми руками и почти атрофированными левыми, способные с разбегу разбивать ряды выживших и пробивать двери. При этом они хватают первого попавшегося выжившего и бегут дальше с ними до препятствия (например, стены) или пока не закончится ускорение, начиная вбивать его в землю. Громила может мгновенно убить выжившего, сбросив того с большой высоты. В случае, если при атаке с разбега громила не смог схватить ни одного выжившего, он на полной скорости может врезаться в первое попавшееся препятствие, оглушая сам себя на пару секунд и становясь уязвимым для атак. Присутствие громилы можно обнаружить по звукам, которые он издаёт: они похожи на ослиные. Невосприимчив к удару прикладом. Здоровье — 600 единиц. Время перезарядки способности громилы — 12 секунд[13].
- Плевальщицы (Spitters) — эти заражённые обладают способностью плевать в выживших кислотной слизью, которая расползается в виде большой лужи и наносит огромный урон. Урон от кислоты постепенно увеличивается со временем: в первую секунду она вообще не отнимает очков здоровья, но в последние секунды урон доходит до 20 единиц. Здоровье плевальщицы — 100 единиц. Время перезарядки способности — 20 секунд. После её смерти слизь разбрызгивается на земле вокруг её трупа, образуя лужу небольшого размера. Урон от этой лужи такой же, как от большой. Примечательно, что несколько луж слизи наносят урон выжившим независимо друг от друга, то есть, если, например, убить плевальщицу в её же кислоте, то получится лужа, наносящая двойной урон. Лучший способ избежать урона от кислоты — запрыгнуть на какой-нибудь объект окружения, чтобы кислота не достала выжившего, или просто отойти подальше от лужи и подождать, пока она исчезнет. Прыжки на месте от кислоты не спасают: выживший получает такой же урон, как если бы он просто стоял на месте. Присутствие плевальщицы можно обнаружить по её тяжелому дыханию и повизгиванию. В отличие от толстяка, плевальщица способна производить основную атаку (плевание) в прыжке[14].
- Жокеи (Jockeys) — эти заражённые обладают самой странной способностью: они запрыгивают на выжившего и начинают «управлять» его передвижением, то есть тянуть в нужную для себя сторону, при этом раздирая выжившему когтями лицо, нанося урон. Впрочем, выживший ещё может сопротивляться и пытаться хоть как-то ему помешать, идя не туда, но жокей сильнее: 75 % контроля принадлежит ему. Если выживший будет сам идти в ту сторону, куда его ведёт жокей, выжившему достаётся незначительная часть контроля. После того, как жокей выведет из строя выжившего, он слезает с него, не добивая лежачего. Присутствие жокея можно обнаружить по его истеричному смеху. Здоровье — 325 единиц. Время перезарядки способности: 0,5 секунды — между прыжками, 6 секунд — после сбивания жокея прикладом с выжившего, 30 секунд — при выведении из строя выжившего[15].
- Бродячие ведьмы (Wandering Witches) — встречаются на картах, действие которых разворачивается в дневное время. Бродячие ведьмы, в отличие от сидячих, не так сильно раздражается на свет от фонарика и присутствие выживших поблизости, но выходят из себя, стоит к ней подойти вплотную одному из выживших. К тому же бродячая ведьма не раздражается, если её бьёт особый заражённый, в то время как сидячая ведьма вблизи выживших моментально выходит из себя, стоит её один раз ударить. Здоровье как и у сидячей ведьмы — 1 000 единиц[16].

### Вырезанные особые заражённые
- Крикуны (англ. Screamers) — высокие, почти как курильщики, заражённые, одетые в смирительную рубашку. Они издавали звуки, похожие на хихиканье. Крикуны очень быстро бегали и, как только скрывались от выживших, издавали громкий протяжный вой, на который сбегалась толпа зомби. Но во время тестирования игры, разработчикам показалось, что это сильно нарушает игровой баланс, так как крикун мог призывать орду с очень большого расстояния. Его убрали, а способность вызывать зомби переделали в рвотную атаку толстяка.
- Лизун (англ. Slime) — Имел атаки подобные плевальщице и толстяку. А также, способность садится на землю и действовать как мина. Его удалили, поскольку выжившие легко могли убежать во время применения его способности.
- Измученный (англ. Haggard) — Измученный должен был появляться вместе с танком, чтобы танк бросался металлическими прутьями торчащими из его спины. Здоровье у них было поделено поровну. Его удалили, так как совместные действия измученного и танка практически не оставляли выжившим шансов победить.

## Распространённость типов заражённых

Примерный вид диаграммы

В Left 4 Dead 2 можно найти постеры АЧС, на которых, кроме фотографий и названий особых заражённых, можно увидеть диаграмму распределения мутаций среди инфицированных. Так, обычные заражённые составляют примерно 60 %, охотники — около 10 %, курильщики — около 7 %, толстяки — около 5 %, жокеи, громилы, плевальщицы — примерно по 4 %, и танки — примерно 2 %. Ведьмы не учтены или из-за малого числа случаев мутации, или из-за того, что шанс выжить и рассказать о ведьме после встречи с ней крайне мал.

## Критика
Танк получил 51-е место в рейтинге 100 злодеев компьютерных игр по версии IGN.
Курильщик занял 3-е место в журнале Game Informer «10 лучших злодеев 2008 года», с припиской: «Нет ничего страшнее, чем висеть на краю здания и осознавать, что для своего спасения вы ничего не можете сделать».
Громила — второй по популярности особый заражённый (согласно пятничному блогу на 28 мая 2010 года). Он набрал 17 % голосов, в то время как охотник — 20.

## Отсылки в других произведениях
Некоторые из особых заражённых — Ведьма, Толстяк, Громила, Танк, Охотник и Курильщик, видны в клетках в фильме «Хижина в лесу».